# طير إنت (فلم)
طير إنت فيلم كوميدي مصري إنتاج عام 2009، من بطولة أحمد مكي ودنيا سمير غانم ولطفي لبيب وماجد الكدواني ومن إخراج أحمد الجندي.
الفيلم مقتبس عن الفيلم الأمريكي مسحور (بالإنجليزية: Bedazzled) كما جاء في مقدمة الفيلم.

## قصة الفيلم
تدور أحداثه حول شاب يعيش مع جده بعد وفاة أسرته ثم يعيش وحيدا بعد وفاة جده وفي ليلة عيد ميلاده يجد جني في بيته (والذي يجسده ماجد الكدوانى) ليحقق له امانيه السبعة لكى تحبه ليلى التي تعالج كلبها المريض عنده (والتي تجسدها دنيا سمير غانم)، ولكنه يقع في مشاكل واحدة تلو الأخرى في أمانيه بسبب قلة خبرة الجني، ولكن في النهاية يكتشف أن شخصيته الحقيقية هي الوحيدة التي تشبه شخصية ليلى فيتزوجها.

## البطولة
| - أحمد مكي.. بدور بهيج الطبيب البيطري - دنيا سمير غانم.. بدور ليلي صاحبة الكلب - ماجد الكدواني.. بدور مارد الكدواني العفريت - لطفى لبيب.. بدور عم نصحي - هشام إسماعيل.. بدور شريف طبيب بيطري صديق لبهيج - محمد سلام.. بدور جو طبيب بيطري صديق لبهيج - إنجي وجدان.. بدور زوجته ليلي في أحد الأمنيات(الأمنية السادسة) | - أحمد المليجي.. بدور جد بهيج - يوسف عاطف.. بدور بهيج طفلا - عادل شعبان.. بدور والد بهيج - مرفت طبانة.. بدور والدة بهيج - كاريما.. بدور حبيبة العفريت - شرينا بكير.. بدور فتاة المستشفي | - ياسمين رحيم.. بدور فتاة الديسكو - نور نبيل.. بدور فتاة الديسكو - فاروق أغا.. بدور فلاح التمرد في أحد الأحلام - محمود أغا.. بدور فلاح التمرد في أحد الأحلام - عبد الحميد.. بدور فلاح التمرد في أحد الأحلام - إيمي حرب.. بدور زوجة بهيج في اعلان في أحد الأحلام |

## فريق العمل
| 1. أسكربت : كريم النابلسي - أحمد مصطفي 2. مساعد مخرج: عبد الرحمن مسعد 3. مساعد مخرج تحت التمرين: أحمد الحلوجي 4. فوكس: محمد الجمل 5. لودر: محمد سليمان 6. فوتوغرافيا: شوقي مهدلي 7. وحدة تصوير إضافية: محمود تيمور - مروان صابر - شريف النمر 8. محاسب: معتز محمود 9. ريجيسير: علاء عبد المنعم 10. مهندس ديكور: حمدي عبد الرحمن 11. الديكور: خالد ناجي 12. منفذ : حسن الشحات 13. مهندس صوت: أحمد جابر 14. مساعد الصوت: ياسر كمال - يوسف فرحات - أسامة 15. مونتاج صوت: إسلام جودة 16. مونتاج نيجاتيف: عادل شكري 17. graphics design: وليد محمود 18. مساعدون: إيناس مرزوق - حسام أحمد 19. مشرف كرين: أحمد بسكوتة 20. فريق عمل الكرين: لوزة - يونس - باسيليا - كريم بسكوتة | 1. سائق سيارة الكرين: بدوي عبد العزيز - هيثم - شبرا - كرومبو - علاء 2. مشرف إضاءة : خالد بيومي 3. فريق عمل الإضاءة: محمد علي - مسعد عسلية - إبراهيم علي - عثمان صابرين - ميدو - صاروخ 4. سائق سيارة الإضاءة: تايسون - وحيد 5. فريق عمل الكاميرا: أيمن الهيبان - أحمد حسانين - سيد علي 6. منسق المناظر: شادي عباس 7. أكسسوار: نوبي صلاح - عبد الله جمعة - سيد صلاح - عبد الفتاح صبحي 8. مساعد استيلست: دنيا عبد المعبود 9. مساعد مكياج: تامر عبد المنعم - بندق 10. مساعدين : عبده الفوال - شادي حسين 11. كوافير دنيا سمير غانم: هيثم دهب - هشام دهب 12. تصميم رقصة لما بدي يتثني: سامح السيد 13. تصميم الأفيش: سارة عبد المنعم 14. post production service: team work 15. مونتاج: سلافة نور الدين 16. مساعد مونتاج: هشام صقر 17. فيديو أسست: أحمد ميكي - سامح محمد - خالد جاميكا 18. مساعدين أحمد مكي: أشرف الفيشاوي- صبحي 19. مساعدين لطفي لبيب: أحمد عبد الله 20. كاستينج: أحمد حسن | 1. مصممة ملابس: مروة عبد السميع 2. ملابس: رفعت عبد الكريم - محمود عبد الباقي - سامح عبد الباقي 3. الميكنج: making team 4. مدير التصوير: محمد صابر# تصوير: محمد يوسف - محمد سمير 5. موسيقي تصويرية: عمرو إسماعيل 6. مسجل حوار: سامح جمال 7. أعمال جرافيك والتتر: film house 8. مدير الموقع: هشام النابلسي - أحمد أبو زيد 9. خدمة الموقع: سامي رجب - إسلام سامي - مصطفي بليا - محمد العربي - إبراهيم العربي 10. البوفيه: كرم كمال - محمد كمال - محمد طايع - عمرو محمد - محمد منصور 11. المولد: إكرامي 12. الكرفان: عم عبد فؤاد - كريم زين 13. شكر خاص: لبهيج حسين تصميم فستان الفرح 14. فريق السيارات: إسلام أبو طالب - عماد أبو طالب 15. تمت أعمال الDJ:بشركة spot 2000 صفوت غطاس 16. colorist: martin sansom 17. DJ supervisor : دعاء فتحي 18. It manager : أيمن سعيد 19. Scanning and printing : هيثم السخاوي - إسلام سيد - أحمد رشوان | 1. تم أعمال المسكاج ونقل الدولبي: باستديوهات جهاز السينما بمدينة الإنتاج الإعلامي 2. مشرف عام الصوت والمونتاج: جميل عزيز 3. مهندسا الأستوديو: شريف حمدي - مرسي عبد المنعم 4. مستشار معامل دولب لندن: م. عز الدين محمد غنيم 5. تم الطبع: بمعامل جهاز السينما 6. المشرف العام علي المعمل: علمي عبد الرحمن 7. مدير عام المعمل: م. إبراهيم السيد 8. مدير عام التشغيل: علي عبد الحليم عطية 9. من أنتاج : هاما فيلم بروديكشين 10. مدير الإنتاج: كريم يوسف - مصطفي صقر 11. أشراف عام علي الإنتاج :عماد مراد 12. فريق الإنتاج: محمد عبد الفتاح حسن - سمير حمادي - حسام حسن 13. التوزيع في مصر وجميع أنحاء العالم: الشركة العربية للإنتاج والتوزيع السينمائي 14. مخرج مساعد: أحمد صالح 15. أخراج: أحمد الجندي 16. سيناريو وحوار: عمر طاهر 17. شارك في السيناريو: أحمد مكي - أحمد الجندي |

## وصلات خارجية
- طير إنت على موقع IMDb (الإنجليزية)
- طير إنت على موقع الدهليز
- طير إنت على موقع قاعدة بيانات الأفلام العربية
- طير إنت على موقع أول موفي (الإنجليزية)
- طير إنت على موقع قاعدة بيانات الفيلم (الإنجليزية)
- طير إنت على موقع ليتربوكسد (الإنجليزية)
- طير إنت على موقع كينوبويسك (الروسية)